# 天龍座DL
天龍座DL，又名BD+61 1451，HD 129798、SAO 16466、HR 5492，是天龍座的一颗恒星，视星等为6.25，位于銀經102.09，銀緯51.16，其B1900.0坐标为赤經14h 39m 33.5s，赤緯+61° 51.16′ 17″。